# السياسة المحافظة في الولايات المتحدة
السياسة المحافظة في الولايات المتحدة هي فلسفة سياسية واجتماعية تحددت سماتها باحترام التقاليد الأمريكية والجمهوريانية (النظام الجمهوري)، ودعم القيم المسيحية، والأخلاقية الشمولية، وهي السياسة الداعمة للأعمال والمناهِضة للاتحادات العمالية وللشيوعية والفردية، وهي السياسة المناصرة للخصوصية الأميركية، والمدافعة عن الثقافة الغربية أمام التهديدات الملموسة التي تشكلها الاشتراكية والسلطوية والنسبية الأخلاقية.
كما هو الحال مع كل الأحزاب السياسية الأمريكية، فإن الحرية هي قيمة جوهرية. يعتبر المحافظون الأمريكيون الحرية الفردية – ضمن حدود القيم الأمريكية – سمة أساسية للديمقراطية؛ يتناقض هذا المبدأ مع ذلك الذي عند مناصري الليبرالية الحديثة، الذين يعطون بشكل عام قيمة أكبر للمساواة والعدالة الاجتماعية ويؤكدون على ضرورة تدخل الدولة من أجل تحقيق هذه الأهداف. يؤمن المحافظون الأمريكيون بتقييد الحكومة من ناحية الحجم والنطاق، وبإيجاد توازن بين الحكومة الوطنية وحقوق الولايات. إلى جانب بعض الليبرتاريين، فإنهم يميلون إلى تفضيل اتخاذ إجراءات حازمة في المناطق التي يعتقدون أنها تابعة للسلطة الشرعية للحكومة، ولا سيما في أمور الدفاع القومي وتطبيق القانون. يعارض أنصار السياسة المحافظة الاجتماعية الاجهاض وزواج المثليين، في حين يعطون قيمة للزواج التقليدي ويؤيدون الصلاة المسيحية في المدارس الحكومية.
كمعظم الأيدولوجيات السياسية الأمريكية، تنشأ السياسة المحافظة من النظام الجمهوري (الجمهوريانية)، التي رفضت الحكومة الأرستقراطية والملكيّة وأيدت مبادئ إعلان استقلال الولايات المتحدة («خُلق كل الرجال متساوون، وُهِبوا من قِبل خالقهم بحقوق معينة ثابتة، من بينها الحياة والحرية والسعي لتحقيق السعادة») ودستور الولايات المتحدة (الذي أسس جمهورية فدرالية تحت سيادة القانون). الفلسفة المحافظة في جزءٍ منها مشتقة أيضًا من التقليد الليبرالي الكلاسيكي للقرن الثامن عشر والتاسع عشر، الذي يؤيد اقتصاد مبدأ عدم التدخل (أي الحرية الاقتصادية ورفع القيود).
يجادل مؤرخون مثل باتريك أليت ومنظرون سياسيون مثل راسل كيرك بأن التقليد المحافظ لعب دورًا كبيرًا في الحياة السياسية الأمريكية والحياة الثقافية منذ عام 1776. بيد أنهم، يؤكدون على أن تيارًا محافظًا منظمًا ذو معتقدات تختلف عن معتقدات الأحزاب السياسية الأخرى قد لعب دورًا أساسيًا في الحياة السياسية منذ خمسينيات القرن العشرين فقط. ينطلق التيار الحديث من الحزب الجمهوري؛ لكن، كان بعض الديمقراطيين الجنوبيين شخصيات مهمة أيضًا في مرحلة سابقة من تاريخ التيار.

## نظرة عامة
اتسم تاريخ السياسة المحافظة الأمريكية بأيدولوجيات متنافسة وبإثارة توترات. يُفضّل أتباع السياسة المحافظة المالية والليبرتاريون تدخل اقتصادي محدود من الحكومة واقتصاد مبدأ عدم التدخل، والدخل المنخفض وضرائب الشركات، والضوابط المحدودة، والمشاريع الحرة. يعتبر أتباع السياسة المحافظة الاجتماعية أن القيم الاجتماعية التقليدية مهددة من قِبل العلمانية؛ يميلون إلى دعم الصلاة المدرسية وإلى معارضة الإجهاض وزواج المثليين.
يريد المحافظون الجدد نشر ما يعتبرونه المثاليات الأمريكية في جميع أنحاء العالم. يؤيد المحافظون الأصليون وضع تقييدات على الهجرة، ويؤيدون سياسة عدم التدخل الخارجية، ويعارضون التعددية الثقافية. تدعم معظم الفئات المحافظة على الصعيد القومي، باستثناء بعض الليبرتاريين، السياسة الخارجية أحادية الجانب، والسياسة العسكرية القوية. يدعم معظمهم، خاصة الليبرتاريون، حق حيازة السلاح، مستشهدين بالتعديل الثاني لدستور الولايات المتحدة. حاولت الحركة المحافظة في خمسينيات القرن العشرين أن تجمع هذه الخيوط المتباينة، إذ يشددون على ضرورة الوحدة لمنع انتشار «الشيوعية الملحدة».
في أول إصدار لدوريته ناشيونال ريفيو عام 1955، شرح ويليام إف. باكلي جونيور معايير دوريته وساعد على توضيح معتقدات المحافظين الأمريكيين:
ضمن قناعاتنا: عمل الحكومة المركزية (في وقت السلم) هو حماية حياة مواطنيها وحريتهم وملكياتهم. تميل كل النشاطات الأخرى للحكومة إلى تقليص الحرية وإعاقة التقدم. يجب أن يُحارَب نمو الحكومة (العنصر الاجتماعي المهيمن في هذا القرن) بلا هوادة. في صراع العصر الاجتماعي الكبير هذا، نحن، دون تحفظات، على الطرف الليبرتاري. الأزمة العميقة لعصرنا هي، في جوهرها، الصراع بين المهندسين الاجتماعيين، الذين يسعون إلى تكييف الجنس البشري مع مثاليات علمية، وبين أتباع الحقيقة، الذين يدافعون عن النظام الأخلاقي العضوي. نحن نعرف أن الحقيقة لم تأتي ولم تَبرُز من خلال رصد نتائج الانتخابات، التي تُحرّف لتناسب مقاصد معينة، بل من خلال وسائل أخرى، من ضمنها دراسة التجربة البشرية. في هذه النقطة نحن، دون تحفظات، مع الطرف المحافظ.
وفقًا لبيتر فيريك، تملك السياسة المحافظة الأمريكية خصوصية معينة لأنها لم تكن مرتبطة بحكم ملكي، أو حكم أرستقراطي إقطاعي، أو كنيسة رسمية، أو نخبة عسكرية. وإنما كان المحافظون الأمريكيون متجذرين بقوة في الجمهوريانية (سياسة النظام الجمهوري) الأمريكية، التي عارضها الأوروبيون المحافظون. يقول سيمور مارتن ليبست، أن لديهم إيمان «بالتفوق الأمريكي على الملكيّة الرجعية الباردة ونظام المجتمع الأوروبي ذي البنية الصلبة».

### الأيدولوجية والفلسفة السياسية
فيما يخص السياسات الاقتصادية الحكومية، تأثر المحافظون الأمريكيون بشدة بالليبراليين الكلاسيكيين أو التقليد الليبرتاري مثلما عبر عنه فريدريخ هايك وميلتون فريدمان، وكانت مدرسة شيكاغو للاقتصاد مصدر تأثير كبير أيضًا. عارضوا النظرية الكنزية في الاقتصاد بشدة.
يميل المحافظون التقليديون (أتباع بيرك) لأن يكونوا مناهضين للأيديولوجيا، وحتى يمكن أن يقول البعض أنهم مناهضين للفلسفية، يشجعون، مثلما شرح راسل كيرك، تدفق مستمر من «الفرض والتكبر». استخدام كيرك لكلمة «تكبر» هنا لم يقصد بها أن تحمل مدلول انتقاصيّ معاصر: اعتقد، وهو محافظ بذاته، أنه يمكن للحكمة المتوارثة من العصور أن تكون مرشدًا أفضل من حكم الفرد العقلاني.
هناك مجموعتان فرعيتان متداخلتان من المحافظين الاجتماعيين – التقليدية والدينية. يدعم المحافظون التقليديون بقوة مدونات قواعد السلوك التقليدية، خاصة تلك التي يشعرون بأنها مهددة من قِبل التغير الاجتماعي والحداثة. مثلًا، يمكن أن يعارض المحافظون التقليديون الاستعانة بالجنود الإناث في المعركة. يركز المحافظون الدينيون على تنظيم المجتمع كما تحدده سلطة دينية أو قانون. في الولايات المتحدة، ينعكس هذا الأمر من خلال مواقف متشددة حول القضايا الأخلاقية، مثل معارضة الإجهاض والمثلية الجنسية. يؤكد المحافظون الدينيون عادةً أن «أميركا أمة مسيحية» ويدعون إلى قوانين تعزز الأخلاقيات المسيحية.
يؤيد أتباع السياسة المحافظة المالية التدخل الحكومي المحدود، والضرائب المنخفضة والإنفاق القليل والميزانية المتوازنة. يجادلون حول فكرة أن الضرائب المنخفضة تُنتج وظائف أكثر وثروة للجميع، وكما قال الرئيس غروفر كليفلاند، «فرض الضرائب غير الضروري هو فرض ضرائب مجحف». هناك حركة حديثة تعارض ضريبة الميراث وتُطلق عليها اسم ضريبة الموت. كثيرًا ما يجادل أتباع السياسة المحافظة المالية بأن المنافسة في السوق الحرة هي فعالة أكثر من قواعد تنظيم الصناعة. يمنح البعض استثناءات في حالات الائتمان وحالات الاحتكار. يعتقد آخرون، مثل بعض الليبرتاريين وأتباع لودفيغ فون ميزس، أن كل أشكال التدخل الحكومي في الاقتصاد هو أمر مُسرف وفاسد وغير أخلاقي. يجادل محافظون ماديون أكثر اعتدالًا بأن «اقتصاديات السوق الحرة» هي الطريقة الأكثر فاعلية لتعزيز النمو الاقتصادي.
يتقبل العديد من الأمريكيين المعاصرين من أتباع السياسة المحافظة المالية بعض برامج الانفاق الاجتماعي غير المحددة في الدستور على وجه خاص. على أي حال، يُظهر بعضهم ليبرالية اجتماعية أكبر كسبب للإنفاق المتزايد على هذه البرامج. وبهذه الصفة، تتوضع السياسة المحافظة المالية اليوم في مكان ما بين الليبرالية الكلاسيكية والفلسفات السياسية العواقبية المعاصرة، وهي غالبًا متأثرة بالمستويات التوافقية للسياسة المحافظة الاجتماعية.
خلال غالبية القرن العشرين، كان هناك قوة أساسية توحد الخيوط المتباينة للسياسة المحافظة، وتوحد المحافظين مع الليبراليين والاشتراكيين، وكانت معارضة للشيوعية، التي لم تُعتبر كعدو للنظام التقليدي فقط، بل أيضًا كعدو للحرية الغربية وللديمقراطية. هكذا كانت حكومة العمل البريطانية – التي عززت الاشتراكية – والتي دفعت إدارة ترومان في 1945 – 1947 لاتخاذ موقف شديد ضد الشيوعية السوفيتية.

### المحافظة الاجتماعية والتقليدوية
النزعة المحافظة الاجتماعية في الولايات المتحدة هي الدفاع عن المعايير الاجتماعية التقليدية والقيم اليهودية المسيحية.
يميل المحافظون الاجتماعيون إلى الارتباط بقوة بالقومية الأميركية والنزعة الوطنية. وكثيرًا ما يشجبون المحتجين المناهضين للحرب ويساندون الشرطة والجيش. وهم يرون أن المؤسسات العسكرية تجسد قيمًا أساسية مثل الشرف، والواجب، والشجاعة، والولاء، واستعداد الفرد لتقديم التضحيات من أجل خير البلد.
المحافظون الاجتماعيون هم الأقوى في الجنوب، وقد لعبوا في السنوات الأخيرة دورًا رئيسيًا في التحالف السياسي بين رونالد ريغان وجورج دبليو. بوش.

### السياسة المالية المحافظة والليبرالية الاقتصادية
السياسة المالية المحافظة هي السياسة الاقتصادية والسياسية التي تدعو إلى تقييد الضرائب التصاعدية والإنفاق. زعم المحافظون الماليون منذ القرن التاسع عشر أن الدين وسيلة لإفساد السياسة؛ يجادل هؤلاء بأن الإنفاق الضخم يخرب أخلاقيات الناس، وبأن الدين الوطني يخلق طبقة خطيرة من المضاربين. تُعرف الاستراتيجية السياسية التي يستخدمها المحافظون لتقليص حجم الحكومة بتجويع الوحش. يُعد الناشط غروفر نوركويست من المؤيدين المعروفين للاستراتيجية، وقد قال في مقولة شهيرة: «يتلخص هدفي في خفض الحكومة إلى النصف في غضون خمسة وعشرين عامًا، وتقليصها إلى الحجم الذي يمكننا أن نغرقها فيه في حوض الاستحمام». كثيرًا ما تقترن الحجة لصالح الموازنات المتوازنة باعتقاد مفاده أن برامج الرعاية الاجتماعية الحكومية لا بد أن تكون مصممة على نحو ضيق وأن معدلات الضرائب لا بد أن تكون منخفضة، ما يعني ضمنًا وجود مؤسسات حكومية صغيرة نسبيًا.
يختلط هذا الإيمان بالحكومة الصغيرة مع الفكر المالي المحافظ لإنتاج ليبرالية اقتصادية أوسع نطاقًا تسعى إلى الحد من تدخل الحكومة في الاقتصاد أو تنفيذ سياسات عدم التدخل. تستعير هذه الليبرالية الاقتصادية من مدرستين فكريتين: البراغماتية الكلاسيكية لليبراليين ومفهوم الليبراليين عن «الحقوق». يؤكد الليبراليون التقليديون أن الأسواق الحرة تعمل على أفضل وجه، في حين يزعم الليبراليون أن الأسواق الحرة هي الأسواق الأخلاقية الوحيدة.

تجادل المؤرخة كاثلين جي. دونوهيو بأن الليبرالية الكلاسيكية في الولايات المتحدة خلال القرن التاسع عشر كانت لها خصائص مميزة مقارنة ببريطانيا:
كان مركز النظرية الليبرالية الكلاسيكية [في أوروبا] هو فكرة حرية التصرف. ولكن في نظر الغالبية العظمى من الليبراليين الأميركيين الكلاسيكيين، لم يكن مبدأ حرية العمل يعني أي تدخل حكومي على الإطلاق. بل على العكس من ذلك، كانوا على استعداد تام لرؤية الحكومة تقدم التعريفات الجمركية، وإعانات دعم السكك الحديدية، والتحسينات الداخلية، وكل هذا يفيد المنتجين. لقد أدانوا التدخل لصالح المستهلكين.
تميل الفلسفة الاقتصادية التي ينتهجها المحافظون الأميركيون إلى المزيد من الليبرالية في السماح بالمزيد من الحرية الاقتصادية. قد تذهب الليبرالية الاقتصادية إلى ما هو أبعد كثيرًا من اهتمام المحافظين الماليين بالحكمة المالية، إلى الاعتقاد أو المبدأ القائل إنه ليس من الحكمة أن تتدخل الحكومات في الأسواق. يمتد هذا المبدأ في بعض الأحيان أيضًا إلى فلسفة حكومية صغيرة أوسع نطاقًا. ترتبط الليبرالية الاقتصادية باقتصاد السوق الحر أو الاقتصاد القائم على حرية الحركة.
بقدر ما نستطيع أن نقول إن الليبرالية الاقتصادية تَدين بإبداعها للتقاليد الليبرالية الكلاسيكية في عهود آدم سميث، وفريدريك هايك، وميلتون فريدمان، ولودفيج فون ميزس.
يدعم الليبراليون والليبراليون التقليديون الأسواق الحرة على أسس أخلاقية وأيديولوجية: تملي مبادئ الحرية الفردية أخلاقيًا دعم الأسواق الحرة. من بين أنصار الأسس الأخلاقية للأسواق الحرة آين راند ولودفيج فون ميزس. يرتاب التقليد الليبرالي في سلطة الحكومة ويفضل الاختيار الفردي، ومن ثم يميل إلى النظر إلى رأسمالية السوق الحرة باعتبارها الوسيلة المفضلة لتحقيق الغايات الاقتصادية.
من ناحية أخرى، يستمد المحافظون العصريون الدعم للأسواق الحرة من أسباب عملية. ويزعمون أن الأسواق الحرة هي أكثر الأسواق إنتاجية. وعلى هذا فإن المحافظين العصريين لا يدعمون الأسواق الحرة بدافع من الضرورة، بل بدافع من النفعية. هذا الدعم ليس أخلاقيًا أو أيديولوجيًا، بل يدور حول الفكرة البرقانية المتمثلة بالوصفات الطبية: ما يصلح على النحو الأفضل هو الصواب.
يشكل الإيمان بأهمية المجتمع المدني سببًا آخر يجعل المحافظين يدعمون دورًا أصغر للحكومة في الاقتصاد. كما لاحظ ألكسيس دي توكفيل، هناك اعتقاد مفاده أن اضطلاع الحكومة بدور أكبر في الاقتصاد سيقلل من شعور الناس بالمسؤولية عن المجتمع. سيتعين عندئذ أن تتولى الحكومة هذه المسؤوليات، ما يتطلب ضرائب أعلى. وصف توكفيل هذا بأنه «القمع الناعم» في كتابه الديمقراطية في أمريكا.
رغم أن الليبراليين الكلاسيكيين والمحافظين المعاصرين وصلوا إلى الأسواق الحرة بوسائل مختلفة عبر التاريخ، فقد أصبحت الخطوط غير واضحة في السنوات الأخيرة. نادرًا ما يزعم أحد الساسة المحافظين أن الأسواق الحرة «أكثر إنتاجية ببساطة» أو «الشيء الصحيح الذي يجب فعله ببساطة» بل أنها مزيج من الاثنين. هذا الغموض هو إلى حد كبير نتيجة لدمج المواقف الكلاسيكية الليبرالية والحديثة المحافظة تحت «مظلة» الحركة المحافظة.
اعتبرت كلٌّ من إدارتي السوق الحرة المحافظتين المعروفتين في أواخر القرن العشرين –حكومة مارغريت ثاتشر في بريطانيا وإدارة رونالد ريغان في الولايات المتحدة– أن تشغيل السوق دون قيد هو حجر الزاوية للتيار المحافظ المعاصر. لتحقيق هذه الغاية، عمدت ثاتشر إلى خصخصة الصناعات والإسكان العام، وخفّض ريغان الحد الأقصى لضريبة الأرباح الرأسمالية من 28% إلى 20%، مع أنه وافق في فترة ولايته الثانية على رفعها إلى 28%. خفض ريغان معدلات ضريبة الدخل الفردية، فخفض المعدل الأقصى من 70% إلى 28%. عمل أيضًا على زيادة الإنفاق الدفاعي، لكن الديمقراطيين الليبراليين منعوا جهوده الرامية إلى خفض الإنفاق المحلي. لم يتمكن ريغان من السيطرة على الزيادة السريعة في الإنفاق الحكومي الفيدرالي أو خفض العجز، ولكن سجله يبدو أفضل حين يعبر عنه باعتباره نسبة مئوية من الناتج المحلي الإجمالي. هبطت العائدات الفيدرالية كنسبة مئوية من الناتج المحلي الإجمالي من 19.6% في عام 1981 حين تولى ريغان السلطة إلى 18.3% في عام 1989 حين غادر. هبط الإنفاق الفيدرالي بشكل طفيف من 22.2% من الناتج المحلي الإجمالي إلى 21.2%. يتناقض هذا مع إحصاءات عام 2004، عندما كان الإنفاق الحكومي يرتفع بسرعة أكبر مما كان عليه في عقود من الزمان.

## الأنواع
في الولايات المتحدة اليوم، كثيرًا ما تُستخدم كلمة «محافظ» على نحو مختلف تمامًا عن الطريقة التي تُستخدم بها في أوروبا وآسيا. في أعقاب الثورة الأمريكية، رفض الأمريكيون المُثُل الأساسية للحزب المحافظ الأوروبي؛ كانت هذه المثل تقوم على الأرستقراطية والكنائس الراسخة والجيوش القوية.
إن النزعة المحافظة في الولايات المتحدة ليست مدرسة فكرية واحدة. تحدّث باري جولدواتر في ستينيات القرن العشرين عن «المشاريع الحرة» المحافظة. بشّر جيري فالويل في الثمانينات بالقيم الاجتماعية الأخلاقية والدينية التقليدية. تلخّص التحدي الذي واجهه رونالد ريغان بتشكيل هذه الجماعات في ائتلاف انتخابي.
في الولايات المتحدة في القرن الحادي والعشرين، تشمل أنواع السياسة المحافظة ما يلي:
- النزعة المحافظة المسيحية: يهتم أنصارها في المقام الأول بالقيم العائلية. تشمل المواقف النموذجية الرأي القائل إن الولايات المتحدة تأسست بصفتها أمة مسيحية، وإن الإجهاض أمر خاطئ، وينبغي الصلاة في مدارس الدولة، وينبغي تعليم التصميم الذكي أو نظرية الخلق في المدارس إلى جانب التطور، وينبغي تحديد الزواج بين رجل وامرأة لا بين فردين من الجنس نفسه. يهاجم كثيرون ما يعتبرونه البذاءة والتصرف الجنسي في وسائل الإعلام والأفلام السينمائية.[53] أيد ريغان هذا الفصيل بقوة في انتخابات عام 1980. ورغم ذلك، فهم يعارضون بشدة ترشيح ريغان ساندرا داي أوكونور للمحكمة العليا في عام 1981 لأنها أيدت حق المرأة في الإجهاض، ولكنها عُينت على أي حال.[54]
- النزعة المحافظة الدستورية: هي شكل من أشكال المحافظة يرتبط بالحدود المنصوص عليها في دستور الولايات المتحدة، ويدافع عن هياكل النظام الدستوري، ويحافظ على مبادئ دستور الولايات المتحدة.[55] يتصدر الدفاعُ عن الحرية هذه المبادئ.[56] اندمج هذا الشكل من أشكال المحافظة في الحزب الجمهوري في أوائل القرن العشرين، في مواجهة النزعة التقدمية داخل الحزب؛ يمكن أيضًا ملاحظة تأثيرها في حركة حزب الشاي في القرن الحادي والعشرين.[57] ارتبطت المحافظة الدستورية بالنزعة القضائية الأصولية.[58]
- النزعة المحافظة المالية: هي شكل من أشكال المحافظة تركز على الضرائب المنخفضة وتقييد الإنفاق الحكومي.
- النزعة المحافظة الليبرتارية: هي اندماج مع الليبرتارية. يشدد هذا النوع على التفسير الصارم للدستور، لا سيما في ما يتعلق بالسلطة الاتحادية. يتشكل التيار المحافظ الليبرالي من ائتلاف واسع النطاق، متضارب في بعض الأحيان، يضم المعتدلين الاجتماعيين المؤيدين للأعمال التجارية، وأولئك الذين يؤيدون فرض حقوق الدول على نحو أكثر صرامة، والناشطين من أجل الحرية، والعديد من هؤلاء الذين يضعون أيديولوجيتهم الليبرالية الاجتماعية في مرتبة أعلى من معتقداتهم المالية. تميل هذه الطريقة في التفكير إلى تبني الاقتصاد القائم على مبدأ حرية التصرف والنظرة النقدية للحكومة الاتحادية. إن تركيز المحافظين الليبراليين على الحرية الشخصية كثيرًا ما يقودهم إلى تبني مواقف اجتماعية مخالفة لمواقف المحافظين الاجتماعيين، وخاصة في ما يتعلق بقضايا مثل تشريع المرجوانا والإجهاض والمثلية الجنسية. كان رون بول وابنه راند بول من المؤيدين المؤثرين في المنافسات الرئاسية الجمهورية.[59]
- الحركة المحافظة: هي مصطلح داخلي للمحافظين واليمين الجديد في الولايات المتحدة.
- النزعة المحافظة الجديدة: هي شكل حديث من أشكال النزعة المحافظة التي تدعم سياسة خارجية أكثر عدوانية وتدخلًا، وترمي إلى تعزيز الديمقراطية في الخارج. وهي تتسامح مع وجود حكومة ناشطة في الداخل، ولكنها تركز في الأغلب على الشؤون الدولية. وُصفت المحافظة الجديدة لأول مرة من قبل مجموعة من الليبراليين الساخطين، وعلى هذا فإن إرفنج كرستول، الذي يُنسَب إليه الفضل عادة باعتباره سلفها الفكري، عرّف المحافظة الجديدة بأنها «الليبرالي الذي سرقه الواقع». مع أنها اعتُبرت في الأصل نهجًا للسياسة المحلية (لم تغطِّ الأداة المؤسسة للحركة، وهي دورية ذا بابليك إنترست التابعة لكرستول، الشؤون الخارجية حتى)، ومن خلال تأثير شخصيات مثل ديك تشيني، وروبرت كاغان، وريتشارد بيرل، وكينيث أدلمان، وبيل كرستول (ابن إرفنج)، فقد اشتهرت بارتباطها بالسياسة الخارجية التي تنتهجها إدارة جورج دبليو. بوش في الشرق الأوسط، التي استخدمت العمل العسكري العدواني في ظاهرها لتعزيز الديمقراطية وحماية المصالح الأميركية.[60][61]
- النزعة المحافظة القديمة، التي تشكل في جزء منها ولادة جديدة لليمين القديم الذي نشأ في ثمانينيات القرن العشرين كرد فعل على النزعة المحافظة الجديدة. وهي تشدد على التقاليد، ولا سيما التقاليد المسيحية وأهمية الأسرة التقليدية بالنسبة إلى المجتمع. يجادل البعض أمثال صامويل بّي. هنتنجتون بأن الدول متعددة الأجناس والأعراق والمتسمة بالمساواة هي بطبيعتها دول غير مستقرة.[62] المحافظون القدامى عمومًا منعزلون ومشككون في النفوذ الأجنبي. تُعتبر كلتا المجلتين كرونيكلز وذي أميريكان كونسيرفيتف عمومًا محافظة قديمة بطبيعتها.[63]
- النزعة المحافظة الاجتماعية: هي شكل من أشكال المحافظة تركز على الحفاظ على القيم الأخلاقية التقليدية.
- النزعة المحافظة التقليدوية: هي شكل من أشكال المحافظة المعارضة للتغيير السريع في المؤسسات السياسية والاجتماعية. إن هذا النوع من المحافظين معادٍ للأيديولوجيا إذ يفضل الوسائل (التغيير البطيء) على الغايات (أيّ شكل خاص من أشكال الحكم). بالنسبة إلى التقليدوين، فإن التوصل إلى حكومة يمينية أو يسارية أقل أهمية من تحقيق التغيير من خلال حكم القانون لا من خلال الثورات والمخططات المثالية.[64]
- النزعة المحافظة الوطنية: هي شكل من أشكال النزعة المحافظة الشعبوية التي اقترحها مؤيدو الرئيس دونالد ترامب والتي تنفصل عن «الإجماع المحافظ، الذي صاغته سياسات الحرب الباردة» من «الأسواق والأخلاق».[65] وهي تشدد على القومية والمحافظة الاجتماعية،[65] وتعارض الهجرة، وتهجر سياسة السوق الحرة الاقتصادية لوصف الحركات في الولايات المتحدة التي تدعم دونالد ترامب،[66] والحركات في إنجلترا التي تدعم انسحاب المملكة المتحدة من الاتحاد الأوروبي. أطلق مؤتمر سياسي عقد في عام 2019 بمشاركة «شخصيات عامة وصحفيين وعلماء وطلاب» على هذا التنوع من التيار المحافظ وصفَ «المحافظة الوطنية».[67] يزعم المنتقدون أن أتباعها إنما يحاولون انتزاع «أيديولوجية متماسكة من الفوضى التي سادت لحظة ترامب».[68]